# Крейсерок (шхуна)
«Крейсерок» — парусная шхуна Сибирской флотилии Российской империи.

## Описание шхуны
Парусная двухмачтовая шхуна, длина шхуны составляла 24 метра, ширина — 8 метров, осадка 2,13 метра. Экипаж шхуны в составе российского флота состоял из 21 человека, а вооружение составляли 2 орудия.

## История службы
17 (29) августа 1886 года в Анадырском заливе клипером «Крейсер» была захвачена американская браконьерская шхуна «Henrietta», которую отбуксировали во Владивосток и 14 (26) мая 1887 года под именем «Крейсерок» в качестве охранной шхуны включили в состав Сибирской флотилии.
В 1888 году шхуна использовалась для выполнения гидрографических работ, борьбы с браконьерством и охраны котиковых промыслов у Командорских островов. Во время патрулирования у острова Тюлений, при проходе пролива Лаперуза в условиях свежей погоды гротовым гиком был сбит, сброшен за борт и утонул начальник отряда острова Тюлений лейтенант С. С. Россет, именем которого позже назвали мыс и маяк в Амурском заливе, а также бухту на острове Феклистова.
В кампанию 1889 года шхуна вновь использовалась для охраны охраны промыслов на острове Тюлений. 25 октября (6 ноября) 1889 года шхуна принимала участие в операции по спасению американской шхуны «Роза», которая терпела бедствие у мыса Крильон. Приняв на борт матросов с погибающего судна, «Крейсерок» взял курс на Владивосток, это было последнее упоминание шхуны. В ноябре того же года на поиски пропавшей шхуны выходил пароход «Владивосток», однако плавание успехом не увенчалось.
В конце года в русскую дипломатическую миссию поступили сведения о том, что у посёлка Вакканай на северо-западном побережье острова Хоккайдо были обнаружены останки русского судна. Прибывшая на место русская военно-морская комиссия обнаружила на месте крушения труп человека в российской военно-морской форме, Андреевский флаг и доску с наименованием шхуны. По мнению японской стороны, русская шхуна погибла от обледенения; при расследовании крушения русской стороной помимо обледенения также рассматривалась версия мятежа находившихся на судне американских моряков.
В честь шхуны «Крейсерок» названы бухта Крейсерок и мыс Крейсерок, которые расположены в заливе Петра Великого.

## Командиры шхуны
Командирами парусной шхуны «Крейсерок» в составе Российского императорского флота в разное время служили:
- лейтенант В. А. Попов (c 15 (27) августа 1886 года до 10 (22) октября 1886 года)[6].